# Ophiocoma longispina
Ophiocoma longispina är en ormstjärneart som beskrevs av Hubert Lyman Clark 1917. Ophiocoma longispina ingår i släktet Ophiocoma och familjen Ophiocomidae. Inga underarter finns listade i Catalogue of Life.